# Dér Mária
Dér Mária (névváltozata: Dér Marus; Budapest, 1993. március 3. –) magyar színésznő.
| Dér Mária                                 | Dér Mária                                 |
| Kattints az alábbi külső linkek egyikére! | Kattints az alábbi külső linkek egyikére! |
| ----------------------------------------- | ----------------------------------------- |
| Nem található szabad kép.(?)              |                                           |
| külső link · jogvédett                    | Dér Mária fényképe                        |

## Életpályája
Édesapja Dér András rendező, édesanyja Dér Denisa színésznő. Testvérei: Dér Zsolt és Dér Asia. A Csik Ferenc Általános Iskolában és Gimnáziumban tanult. Korábban jégtáncolt. 2013-2018 között a Kaposvári Egyetem színművész szakos hallgatója volt. Diplomaszerzése után játszott a Veszprémi Petőfi Színházban, a Nemzeti Színházban, a zalaegerszegi Hevesi Sándor Színházban, Karinthy Színházban és a kaposvári Csiky Gergely Színházban. 2019-2020 között a Veszprémi Petőfi Színház tagja volt. 2020-tól rövid ideig a Spirit Színház színésznője volt.

## Filmes és televíziós szerepei
- Hunyadi (2025)
- …a szomszéd tehene (2024)
- Semmelweis (2023)
- Tündérkert (2023)
- Hazatalálsz (2023–2024)
- Oltári történetek (2022)
- Happy (2020)
- Rubens lány (2019)
- Nincs kegyelem (2016)
- Terápia (2012)
- Portugál (2000)

## Színházi szerepei
- Lélekharang (Hilde)
- Pillangó (Irma)
- Égig érő fű (Kamilla kisasszony)
- Biff evangéliuma (Mária)
- Spenót Panna (Anna)
- Nyitott ablak (Erzsi)
- Holt költők társasága ( Lány)
- Advent a Hargitán (Réka)
- Ármány és szerelem ( Lujza)
- Szálemi boszorkányok (Elisabeth)
- Rómeó és Júlia (Júlia)